# Бранислав Цига Јеринић
Бранислав Цига Јеринић (Крагујевац, 20. март 1932 — Београд, 27. јун 2006) био је српски глумац и доајен српског глумишта.

## Биографија
У родном граду Крагујевцу завршио је гимназију, а глуму је студирао на Академији за позоришну уметност у Београду, у класи професора Раше Плаовића. Дипломирао је 1954. године, да би одмах потом постао члан Народног позоришта у Београду, којем је остао веран до краја, иако је играо и у „Атељеу 212”, „Звездара театру” и на алтернативним београдским сценама.
Само у Народном позоришту у Београду остварио је богат уметнички опус: више од стотине значајних улога којима је доказао свој велики, разноврсни глумачки изражајни репертоар. Одиграо је и више запажених улога и у телевизијским драмама и серијама, као и у филмовима: „Марш на Дрину”, „Боксери иду у рај”, „Планина гнева”, „Савамала”, „Лазар”, „Три карте за Холивуд” и другим.
Добитник је бројних награда, међу којима су и Награда „Раша Плаовић”, Статуета „Јоаким Вујић”, Стеријина награда и друге.
Супруг је глумице Славке Јеринић.

## Улоге
|                   | 1950 ▼ | 1960 ▼ | 1970 ▼ | 1980 ▼ | 1990 ▼ | 2000 ▼ | Укупно |
| ----------------- | ------ | ------ | ------ | ------ | ------ | ------ | ------ |
| Дугометражни филм | 3      | 5      | 1      | 4      | 3      | 2      | 18     |
| ТВ филм           | 0      | 20     | 9      | 4      | 7      | 1      | 41     |
| ТВ серија         | 0      | 7      | 4      | 9      | 4      | 1      | 25     |
| ТВ мини серија    | 0      | 0      | 2      | 3      | 1      | 0      | 6      |
| ТВ кратки филм    | 0      | 2      | 3      | 3      | 0      | 0      | 8      |
| Кратки филм       | 0      | 0      | 0      | 1      | 0      | 0      | 1      |
| Укупно            | 3      | 34     | 19     | 24     | 15     | 4      | 99     |

| Год.        | Назив                                   | Улога                                |
| ----------- | --------------------------------------- | ------------------------------------ |
| 1950.-те ▲  |                                         |                                      |
| 1958.       | Госпођа министарка                      | капетан                              |
| 1958.       | Кроз грање небо                         |                                      |
| 1958.       | Погон Б                                 | Рашић                                |
| 1960.-те ▲  |                                         |                                      |
| 1961.       | Сребрна леди                            |                                      |
| 1964.       | Марш на Дрину                           | Алекса                               |
| 1965.       | Алергија                                |                                      |
| 1965.       | Девојка са три оца                      | Бравар                               |
| 1965.       | Три                                     | командир                             |
| 1966.       | Воз који носи наочаре                   |                                      |
| 1966.       | Туга                                    |                                      |
| 1966.       | Њен први чај (ТВ)                       |                                      |
| 1967.       | Неутешни поштар                         |                                      |
| 1967.       | Височка хроника                         | Поликарп                             |
| 1967.       | Пробисвет (ТВ серија)                   |                                      |
| 1967.       | Сумњиво лице (ТВ)                       |                                      |
| 1967.       | Јелена Ћетковић                         |                                      |
| 1967.       | Боксери иду у рај                       | Аца Павловић, молер                  |
| 1967.       | Кафаница на углу                        |                                      |
| 1967.       | Хонорарни краљ (кратки филм)            |                                      |
| 1967.       | Оптимистичка трагедија                  |                                      |
| 1968.       | Патриота и син А. Д. (ТВ)               |                                      |
| 1968.       | Први пут са оцем на јутрење (ТВ филм)   |                                      |
| 1968.       | Бекство                                 | Чарнота                              |
| 1968.       | Планина гнева                           | Огњен (као Бранислав Јеринић)        |
| 1968.       | Горски цар                              |                                      |
| 1968.       | Занати                                  |                                      |
| 1968.       | Максим нашег доба                       |                                      |
| 1969.       | Потоп (ТВ)                              |                                      |
| 1969.       | Зигмунд Брабендер, ловац и сер          | Арчибалд                             |
| 1969.       | Месечев излазак                         |                                      |
| 1969.       | Подвала                                 |                                      |
| 1969.       | Самци 2 (ТВ серија)                     |                                      |
| 1969.       | Обично вече                             |                                      |
| 1969.       | Суфле                                   |                                      |
| 1969.       | Код зеленог папагаја                    |                                      |
| 1970.-те ▲  |                                         |                                      |
| 1970.       | Десет заповести                         | Судија и Мојсије                     |
| 1971.       | Хроника паланачког гробља               | газда Спаса                          |
| 1971.       | Вежбе из гађања                         |                                      |
| 1972.       | Муса из циркуса                         |                                      |
| 1972.       | Изданци из опаљеног грма                |                                      |
| 1972.       | Мајстор и Маргарита                     | Понтије Пилат (глас)                 |
| 1972.       | Савонарола и његови пријатељи           |                                      |
| 1973.       | Слуга                                   | газда                                |
| 1973.       | Опасни сусрети (ТВ серија)              |                                      |
| 1973.       | Суђење Бертолду Брехту                  | Бертолд Брехт                        |
| 1974.       | Потомак (ТВ кратки филм)                |                                      |
| 1974.       | Једног лепог, лепог дана                |                                      |
| 1974.       | Наши очеви                              |                                      |
| 1975.       | Пријатељи                               |                                      |
| 1976.       | На путу издаје                          | Драги Јовановић                      |
| 1977.       | Мизантроп                               |                                      |
| 1977.       | Операција                               |                                      |
| 1978.       | Чардак ни на небу ни на земљи           | ловац                                |
| 1979.       | Прва српска железница (ТВ)              | Генерал Катарџи                      |
| 1980.-те ▲  |                                         |                                      |
| 1980.       | Хусинска буна                           | начелник Димитрије Грудић            |
| 1980.       | Животопис                               |                                      |
| 1980.       | Интереси                                |                                      |
| 1980.       | Друг Ђаво                               |                                      |
| 1980.       | Коштана (ТВ)                            | Митке (као Бранислав Јеринић)        |
| 1981.       | Приче преко пуне линије                 |                                      |
| 1981.       | Последњи чин                            | Илија                                |
| 1981.       | База на Дунаву                          | Гаврило Шајкаш                       |
| 1982.       | Савамала                                | Живко                                |
| 1982.       | Бандисти                                | Јосип Шлезингер                      |
| 1984.       | Бањица (ТВ серија)                      | Драги Јовановић                      |
| 1984.       | Лазар                                   | Крстивоје                            |
| 1985.       | Кво вадис?                              | Флавије Скавинус                     |
| 1986.       | Одлазак ратника, повратак маршала       | Јосиф Стаљин                         |
| 1987.       | Изненадна и прерана смрт пуковника К. К |                                      |
| 1987.       | Вук Караџић                             | Марашли Али-паша                     |
| 1988.       | Четрдесет осма — Завера и издаја        | Јосиф Стаљин                         |
| 1988.       | Како засмејати господара                |                                      |
| 1988.       | Роман о Лондону                         | обућар Зуки                          |
| 1988.       | Шта радиш вечерас                       | власник отпада                       |
| 1988.       | Бољи живот                              | Карапанџић                           |
| 1989.       | Балкан експрес                          | хоџа                                 |
| 1989.       | Сеобе                                   |                                      |
| 1989.       | Атоски вртови - преображење             | Ранђел (глас)                        |
| 1990.-те ▲  |                                         |                                      |
| 1990.       | Виолински кључ                          | Херберт Милер                        |
| 1990.       | Јастук гроба мог                        | Ризнић (трговац)                     |
| 1991.       | Конак                                   |                                      |
| 1991.       | Театар у Срба                           |                                      |
| 1993.       | Три карте за Холивуд                    | Спасоје                              |
| 1993.       | Боље од бекства                         | Бата                                 |
| 1994.       | Отворена врата                          | инспектор                            |
| 1995.       | Знакови                                 | портир у позоришту                   |
| 1995.       | Крај династије Обреновић                | Генерал Атанацковић                  |
| 1996.       | Шума                                    |                                      |
| 1996.-1997. | Горе-Доле (ТВ серија)                   | Јован Стаменковић „Јоле Калифорнија“ |
| 1998.       | Бекство (ТВ)                            | Бели                                 |
| 1998.       | Голубовића апотека                      | Густав                               |
| 1999.       | У име оца и сина                        | Благутин                             |
| 1999.       | Нек буде што буде                       |                                      |
| 2000.-те ▲  |                                         |                                      |
| 2001.       | Наташа                                  | пензионер                            |
| 2002.       | Мајстор                                 | Роман Козаченко                      |
| 2002.       | 1 на 1                                  | Деда                                 |
| 2003.       | Најбоље године (серија)                 | Светислав                            |